# Новосергиевский поссовет
Новосергиевский поссовет — сельское поселение в Новосергиевском районе Оренбургской области Российской Федерации.
Административный центр — посёлок Новосергиевка.

## История
Статус и границы сельского поселения установлены Законом Оренбургской области от 9 марта 2005 года № 1906/314-III-ОЗ «О муниципальных образованиях в составе муниципального образования Новосергиевский район Оренбургской области»

## Население
| 2010    | 2012    | 2013    | 2014    | 2015    | 2016    | 2017    |
| ------- | ------- | ------- | ------- | ------- | ------- | ------- |
| 14 506  | ↗14 565 | ↗14 640 | ↘14 570 | ↗14 589 | ↘14 572 | ↗14 644 |
| 2018    | 2019    | 2020    | 2021    |         |         |         |
| ↘14 567 | ↘14 487 | ↘14 362 | ↘14 190 |         |         |         |

## Состав сельского поселения
| № | Населённый пункт | Тип населённого пункта          | Население |
| - | ---------------- | ------------------------------- | --------- |
| 1 | Землянка         | село                            | 559       |
| 2 | Казарма 1404 км  | хутор                           | 9         |
| 3 | Ключ             | посёлок                         | 35        |
| 4 | Лебяжка          | село                            | 77        |
| 5 | Новосергиевка    | посёлок, административный центр | ↘13 438   |
| 6 | Черепаново       | село                            | 89        |

### Упразднённые населённые пункты
11 км — упразднённый в 2001 году разъезд (тип населённого пункта).